# Béatrice Vialle
Pour les articles homonymes, voir Vialle.
Béatrice Vialle, née le 4 août 1961 à Bourges (Cher), est une aviatrice française, une des deux femmes au monde (avec la Britannique Barbara Harmer) pilotes de Concorde et première femme française à avoir piloté un avion de ligne supersonique.

## Biographie

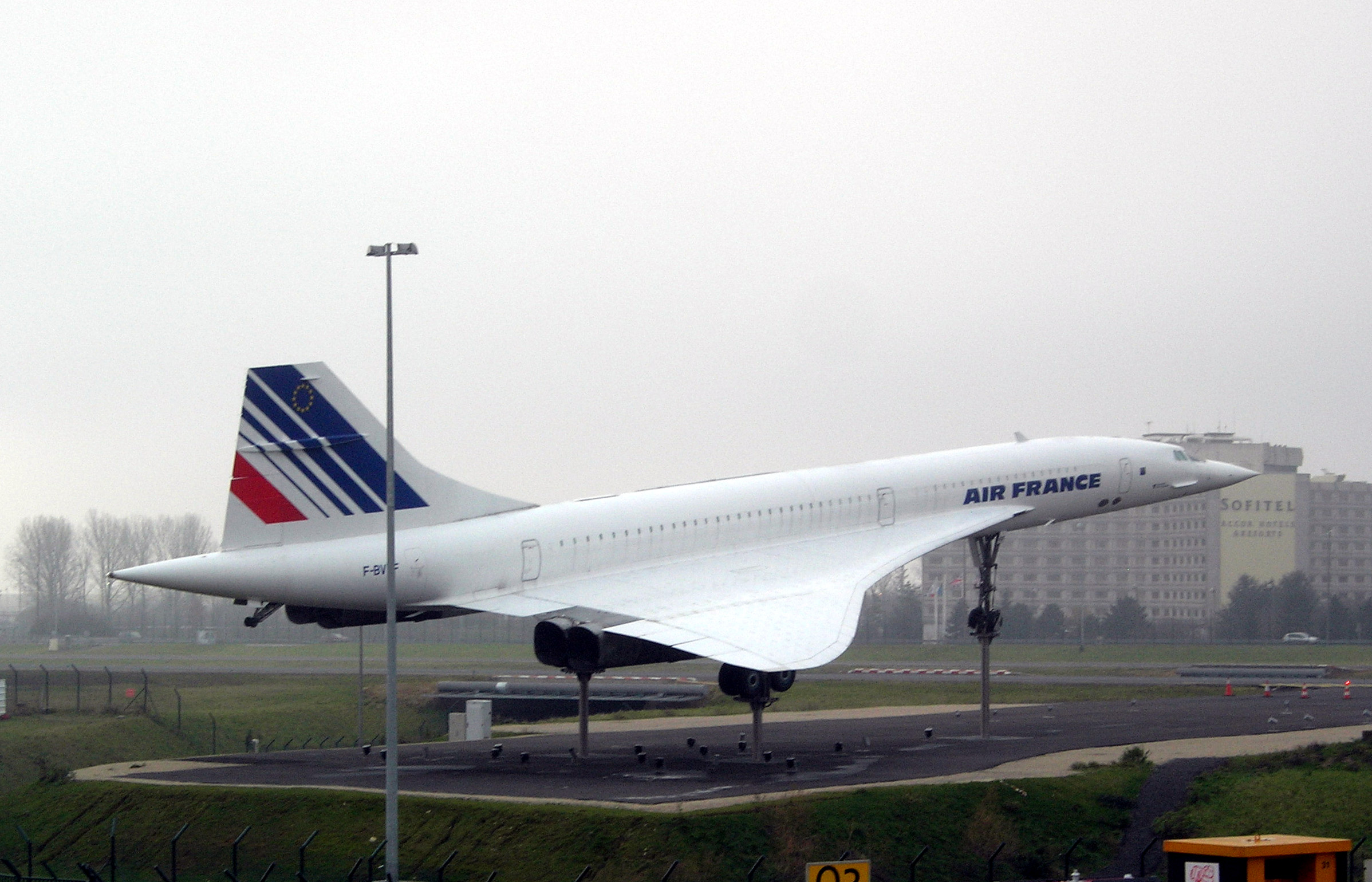
Concorde actuellement exposé à Roissy.

Béatrice Vialle est la fille d'un officier de l'Armée de terre et d'une mère au foyer qui élève leurs cinq enfants. La famille vit à Paris, Djibouti puis Soissons où elle obtient son baccalauréat scientifique.
De retour à Paris, elle fait maths sup' au lycée Fénelon. Elle obtient ensuite son diplôme de l'École nationale de l'aviation civile, ouverte depuis cinq ans aux femmes (ENAC, promotion Élève pilote de ligne 1981), puis commence sa carrière comme première pilote femme sur Embraer Bandeirante à Air Littoral (1984). Elle intègre Air France en 1985 où elle vole successivement, en tant que copilote, sur Boeing 727, Airbus A320 et Boeing 747. Elle rencontre son mari pilote de ligne en 1990. Ils ont deux enfants (1994 et 1997). Elle obtient la qualification Concorde, après 170 h de vol sur simulateur, le 24 juillet 2000,,. Pour pouvoir être choisie pour piloter le Concorde, elle refuse un poste de commandant de bord, préférant à la place accumuler de l'ancienneté en tant que copilote, ce qui lui permet d'atteindre le haut de la liste.
Après l'accident du Vol 4590 Air France le 25 juillet 2000, elle doit attendre près d'un an avant de pouvoir reprendre les commandes d'un Concorde. Elle effectue son premier vol hors-ligne le 11 septembre 2001, devenant ainsi l'une des deux femmes au monde (avec l'Anglaise Barbara Harmer) pilotes de Concorde et la première femme française à avoir piloté un avion de ligne supersonique,. 
Elle accomplit au total 35 vols allers-retours supersoniques Paris-New York et trois boucles sur l'Atlantique Nord. Elle réalise notamment le dernier vol commercial avec passagers lors d'une boucle supersonique sur l'Atlantique le 31 mai 2003,. Après l'arrêt définitif des vols Concorde (31 mai 2003), elle devient commandant de bord sur Boeing 747-400 en 2008,,,.
En 2012, un timbre à son effigie est émis en Côte d'Ivoire.
En 2020, les femmes pilotes ne représentent qu'environ 7 % des effectifs chez Air France.